# Křešín (Pelhřimovi járás)
Křešín település Csehországban, a Pelhřimovi járásban. Křešín Čechtice, Chýstovice, Buřenice, Košetice, Čáslavsko és Vyklantice településekkel határos. Lakosainak száma 185 fő (2024. január 1.).

## Népesség
A település lakosságának változását az alábbi diagram mutatja:
| Lakosok száma | 908  | 821  | 812  | 470  | 282  | 166  | 140  | 144  | 163  | 185  |
|               | 1869 | 1890 | 1921 | 1950 | 1980 | 2001 | 2017 | 2019 | 2022 | 2024 |